# Segunda División (Mexiko) 1951/52
Die Saison 1951/52 der mexikanischen Segunda División war die zweite Spielzeit einer landesweit ausgetragenen zweiten Liga in Mexiko.

## Veränderungen
Gegenüber der vorangegangenen Spielzeit gab es folgende Änderungen: Nicht mehr dabei war der Aufsteiger Club Deportivo Zacatepec. Neu hinzugekommen waren der Absteiger aus der ersten Liga Club San Sebastián sowie die neu in die Liga aufgenommenen Mannschaften vom CF La Piedad (dem in dieser Spielzeit der Durchmarsch in die höchste Spielklasse gelang), vom Club La Concepción und vom früheren Erstligisten Unión Deportiva Moctezuma.

## Kreuz- und Abschlusstabelle 1951/52
Die Kreuztabelle stellt die Ergebnisse aller Spiele dieser Saison dar. Der Name der Heimmannschaft ist in der linken Spalte, ein Kürzel der Gastmannschaft in der oberen Zeile aufgelistet. Die Reihenfolge der Vereine bestimmt sich anhand der in dieser Saison erzielten Platzierung in der Gesamtsaisontabelle. Angaben zu den absolvierten Spielen (Sp.), Siegen (S), Unentschieden (U), Niederlagen (N) sowie des Torverhältnisses (Tore) und der erzielten Punkte befinden sich in den Feldern rechts neben der Kreuztabelle.
| Pos. | Mannschaft         | PIE | SEB | TOL | CON | IRA | ZAM | MOR | MOC | QUE | PAC | Sp | S  | U | N  | Tore  | Punkte |
| ---- | ------------------ | --- | --- | --- | --- | --- | --- | --- | --- | --- | --- | -- | -- | - | -- | ----- | ------ |
| 01.  | CF La Piedad       |     | 1:1 | 1:1 | 1:0 | 3:3 | 2:1 | 4:0 | 6:2 | 1:1 | 0:1 | 18 | 10 | 5 | 03 | 37:21 | 25–11  |
| 02.  | Club San Sebastián | 1:2 |     | 3:2 | 2:1 | 3:2 | 0:0 | 6:1 | 1:0 | 8:1 | 8:1 | 18 | 09 | 4 | 05 | 50:28 | 22–14  |
| 03.  | Deportivo Toluca   | 1:2 | 3:1 |     | 1:0 | 3:5 | 5:4 | 5:3 | 2:0 | 3:1 | 3:1 | 18 | 08 | 5 | 05 | 44:34 | 21–15  |
| 04.  | Club La Concepción | 1:2 | 2:2 | 1:1 |     | 2:0 | 3:1 | 5:1 | 2:1 | 4:1 | 5:1 | 18 | 08 | 4 | 06 | 36:22 | 20–16  |
| 05.  | CD Irapuato        | 1:1 | 3:2 | 1:1 | 2:2 |     | 1:1 | 2:0 | 3:0 | 0:2 | 3:1 | 18 | 05 | 8 | 05 | 29:26 | 18–18  |
| 06.  | CD Zamora          | 1:0 | 2:1 | 0:0 | 1:1 | 1:1 |     | 0:0 | 3:3 | 3:0 | 2:0 | 18 | 05 | 8 | 05 | 27:27 | 18–18  |
| 07.  | Atlético Morelia   | 3:1 | 1:3 | 4:1 | 1:2 | 2:1 | 5:1 |     | 1:1 | 1:1 | 3:1 | 18 | 07 | 4 | 07 | 33:39 | 18–18  |
| 08.  | UD Moctezuma       | 1:2 | 5:3 | 4:3 | 1:0 | 0:0 | 3:1 | 0:1 |     | 3:0 | 5:0 | 18 | 07 | 3 | 08 | 32:31 | 17–19  |
| 09.  | Querétaro FC       | 1:2 | 1:1 | 0:0 | 1:0 | 1:1 | 2:2 | 2:2 | 1:0 |     | 2:1 | 18 | 04 | 7 | 07 | 19:34 | 15–21  |
| 10.  | CF Pachuca         | 1:6 | 0:4 | 3:9 | 2:5 | 1:0 | 0:3 | 3:4 | 2:3 | 2:1 |     | 18 | 03 | 0 | 15 | 21:66 | 06–30  |

## Statistik
| Ereignis              | Begegnung                          | Ergebnis | Spieltag |
| --------------------- | ---------------------------------- | -------- | -------- |
| Höchster Heimsieg     | Club San Sebastián vs CF Pachuca   | 8:1      | 02       |
| Höchster Heimsieg     | Club San Sebastián vs Querétaro FC | 8:1      | 15       |
| Höchster Auswärtssieg | CF Pachuca vs Deportivo Toluca     | 3:9      | 07       |

## Die Meistermannschaft
Der Kader der Meistermannschaft des Club de Fútbol La Piedad bestand aus dem Torhüter Enrique Aguilar sowie den Feldspielern Fermin Juárez Rodríguez, Trinidad „El Carpo“ Rodríguez, Isidro „La Borracha“ Ibarra, Héctor „La Cheta“ Ibarra, Ernesto „La Peluda“ Ibarra, Ramón „La Pini“ Ibarra, Vicente „None“ López, David Antonio Larios Colorado, Salvador „Quiche“ López, Cosme Vargas, Ramón „Moliano“ Vargas, Luis „La Jirafa“ Reyes, José „Joselillo“ Ramírez, Francisco „La Moca“ Montoya. Trainer: Servando Vargas.